# Santana (группа)

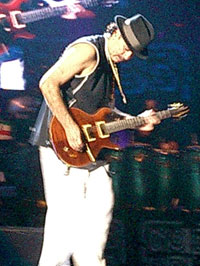
Carlos Santana 2003

Santana (Санта́на) — американская рок-группа. Основана в конце 1960-х годов в Сан-Франциско Карлосом Сантаной. Он лид-гитарист и лидер группы.
По мнению музыкального сайта AllMusic, «[группа] Santana является основополагающим представителем стиля латин-рок, главным образом из-за комбинации латинской перкуссии (конг, цимбалов и т.д.) с характерным пронзительным звуком лид-гитары Карлоса Сантаны».
Группа начинала как психоделическая и в этом качестве пользовалась большим успехом в конце 1960-х — начале 1970-х годов, став тогда последним успешным исполнителем, вышедшим из сан-францисской психоделической сцены.
В начале 1970-х годов, по мере ухода из неё участников-основателей, стиль группы сменился на более «задумчивый и джазовый». Имя «Santana» осталось под полным контролем Карлоса Сантаны, и под его руководством и при сменяющемся составе группа следующие 25 лет наслаждалась стабильным коммерческим успехом. В середине 1990-х годов популярность записей группы упала, но её концерты по всему миру по-прежнему собирали большие аудитории.
В июле 1987 года группа посетила Советский Союз, выступив в Измайлово на концерте-митинге «Наш ход» совместно с Джеймсом Тейлором, Бонни Рэйтт, Владимиром Пресняковым, «The Doobie Brothers», «Автографом», Жанной Бичевской и Надеждой Бабкиной с ансамблем «Русская песня».
В 1999 году с альбомом Supernatural (записанным с участием большого количества приглашённых звёзд) группа монументально вернулась на первые строчки хит-парадов, создав себе имя уже среди нового поколения слушателей. Альбом не только стал самым продаваемым в истории коллектива, но и был высоко отмечен музыкальным сообществом, собрав массу премий «Грэмми».

## Награды и признание
В 1998 году группа в составе
- Карлос Сантана (англ. Carlos Santana; род. 30 июля 1947) — гитара, бэк-вокал
- Хосе Чепито Ареас[англ.] (англ. Jose Chepito Areas; род. 25 июля 1946) — цимбалы
- Дэвид Браун[англ.] (англ. David Brown; 15 февраля 1947 — 4 сентября 2000) — бас-гитара
- Майк Карабелло[англ.] (англ. Mike Carabello; 18 ноября 1947) — конги
- Грегг Роули (англ. Gregg Rolie; род. 17 июня 1947) — клавишные, лид-вокал
- Майкл Шрив[англ.] (англ. Michael Shrieve; род. 6 июля 1949) — ударные

была включена в Зал славы рок-н-ролла.
Кроме того, песня «Black Magic Woman / Gypsy Queen» в исполнении группы Santana входит в составленный Залом славы рок-н-ролла список 500 Songs That Shaped Rock and Roll.

## Дискография
См. статью «Santana discography» в англ. разделе.

### Студийные альбомы
- Santana (1969)
- Abraxas (1970)
- Santana III (1971)
- Caravanserai (1972)
- Welcome (1973)
- Borboletta (1974)
- Amigos (1976)
- Festival (1977)
- Moonflower (1977)
- Inner Secrets (1978)
- Marathon (1979)
- Zebop! (1981)
- Shangó (1982)
- Beyond Appearances (1985)
- Freedom (1987)
- Spirits Dancing in the Flesh (1990)
- Milagro (1992)
- Supernatural (1999)
- Shaman (2002)
- All That I Am (2005)
- Guitar Heaven (2010)
- Shape Shifter (2012)
- Corazón (2014)
- Santana IV (2016)
- Africa Speaks (2019)
- Blessings and Miracles (2021)

### Синглы
Список выборочный, полный смотрите в секции «Santana discography § Singles» в английском разделе Википедии.
- «Smooth» (с Робом Томасом) (1999)